# 白铅铝矿
白铅铝矿（Dundasite）是一种罕见的碳酸铝矿物。该矿物以产地澳大利亚塔斯马尼亚州顿达斯（Dundas）命名， 在阿德莱德专有矿（Adelaide Proprietary Mine）首次发现，由威廉·弗雷德里克·佩特德（William Frederick Petterd）于1893年首次描述。
白铅铝矿是氧化铅矿区里一种罕见的次生矿物，通常和铬铅矿在一起，有时也和黄白铅矿同生在一起。它也可能与白铅矿、块黑铅矿、蓝铜矿、孔雀石、磷氯铅矿、砷铅矿，砷菱铅矾，砷铜铅矿、三水铝石，铝英石和褐铁矿共生。